# Ablo
Los Ablos (o llamados Abolos en Costa de Marfil) son pequeños panqueques blancos, ligeramente dulces, originarios de Benin. Generalmente se consumen en Togo, Benin, Costa de Marfil y muchos otros países de África occidental. Estos panqueques se elaboran originalmente con harina de maíz y arroz. Existen variaciones de recetas que utilizan sémola de trigo o maicena. De hecho, en el extranjero, estos sustitutos en cantidades bien proporcionadas permiten recuperar aproximadamente la textura original.

## Preparación
Los ablos se preparan con harina de maíz, harina de arroz, agua, levadura, sal y azúcar. Su preparación consiste principalmente en crear una suspensión de estos ingredientes que luego se cuece al vapor. Existe una variación que utiliza maicena y sémola de trigo.

## Utilización
El ablo puede constituir el plato principal por sí solo o servir como acompañamiento. Las tortitas se comen con salsa de tomate. El plato ablo se puede utilizar como acompañamiento de pollo estofado o salsa de hojas (espinacas con tomate). Quedan deliciosos con moyo (tomates, cebollas, pimientos, guindillas cortados en dados pequeños y sazonados) y pescado frito o estofado. También puedes disfrutarlos simplemente con un poco de salsa picante.
En algunas partes de África a los ablos también se les llama abolos por su diminución.

## Galería de fotos

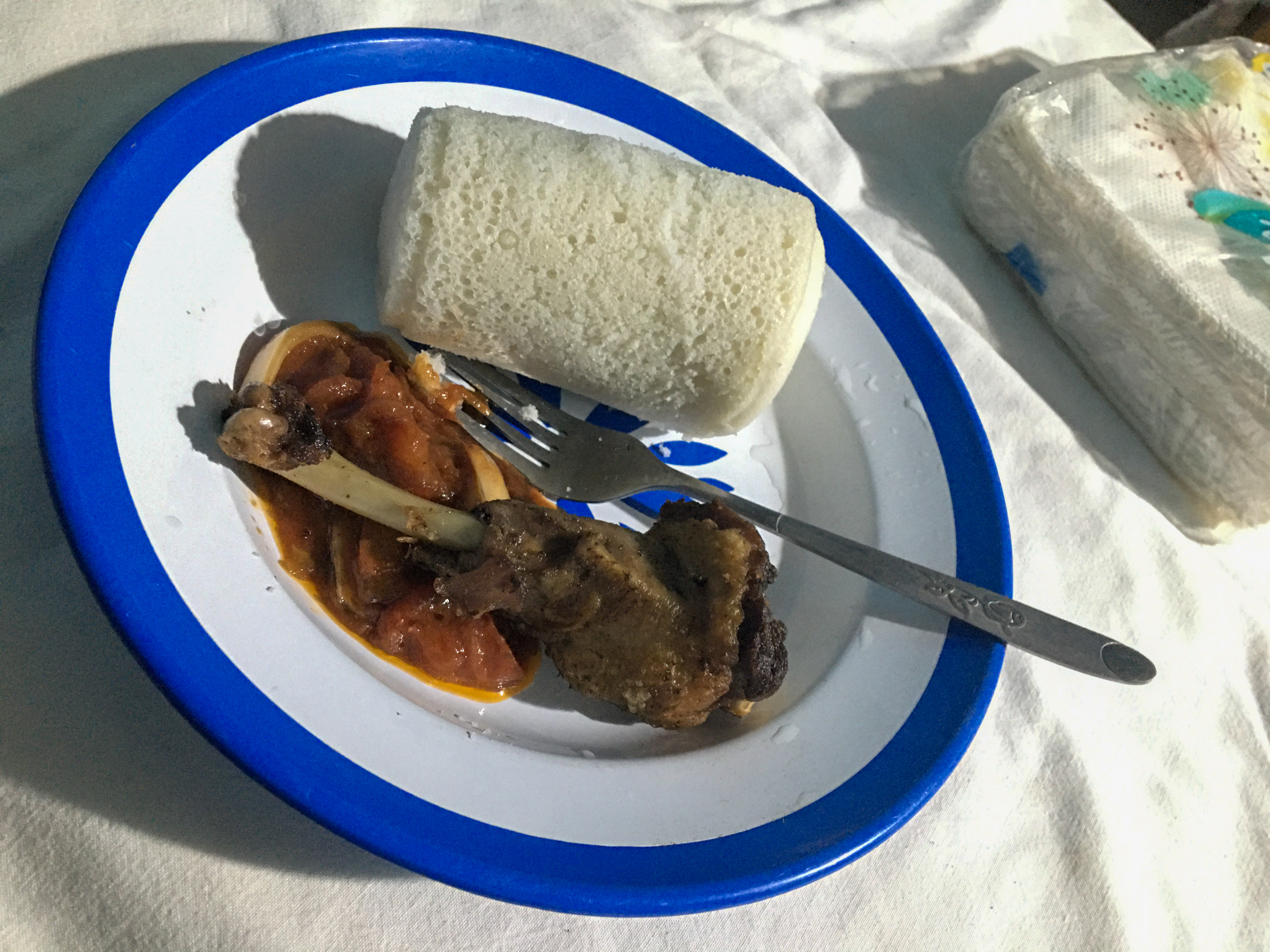
Un plato de Ablo hecho con arroz
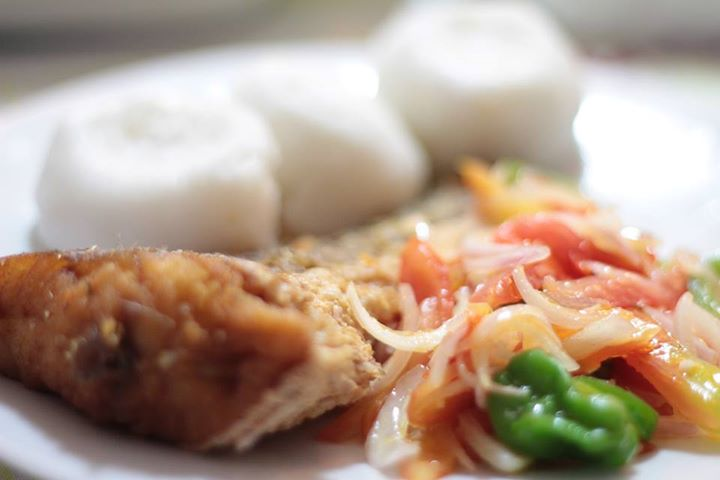
Ablo + pescado frito
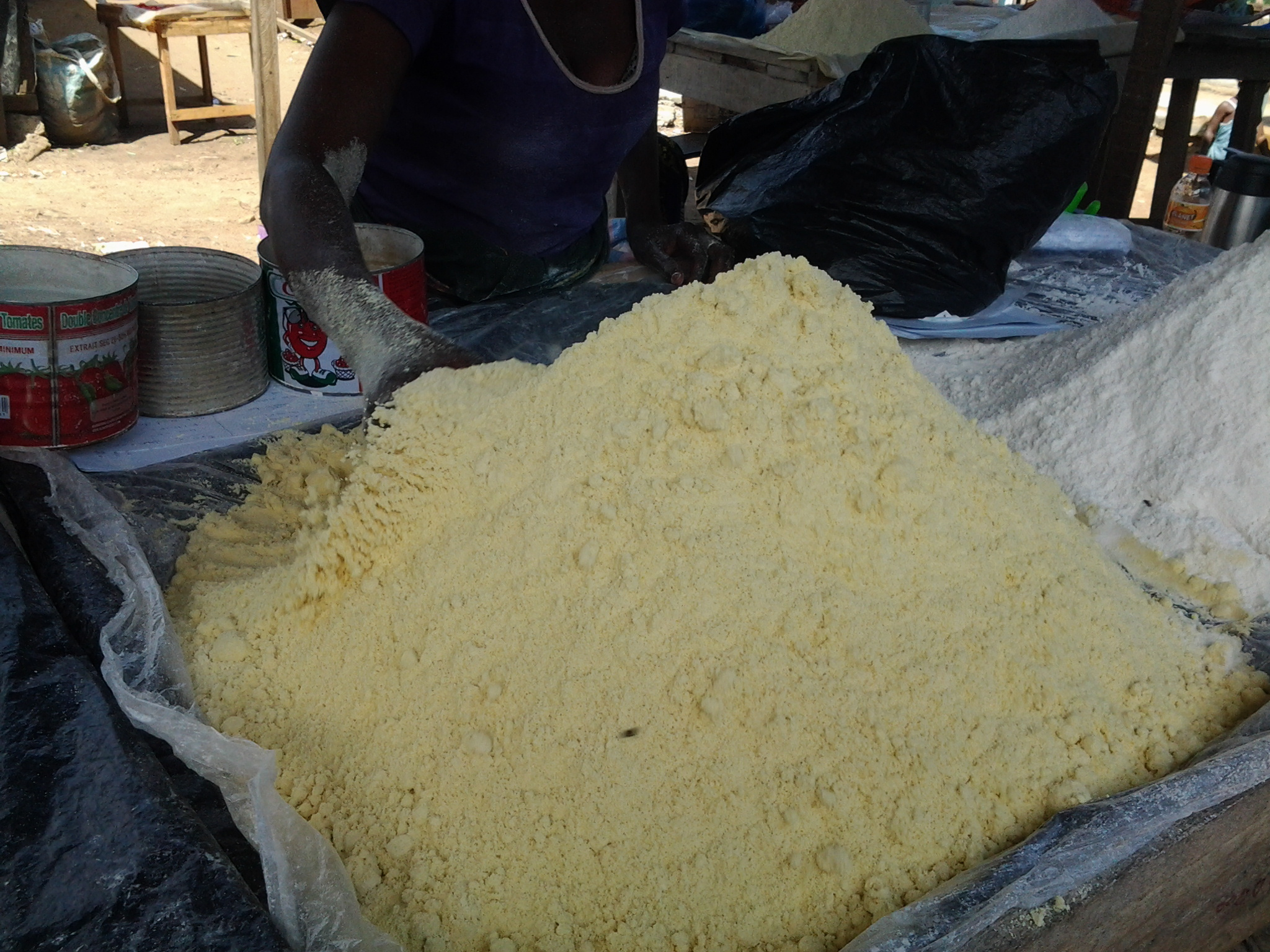
Uno de los ingredientes básicos de ablo.